# Instalaza

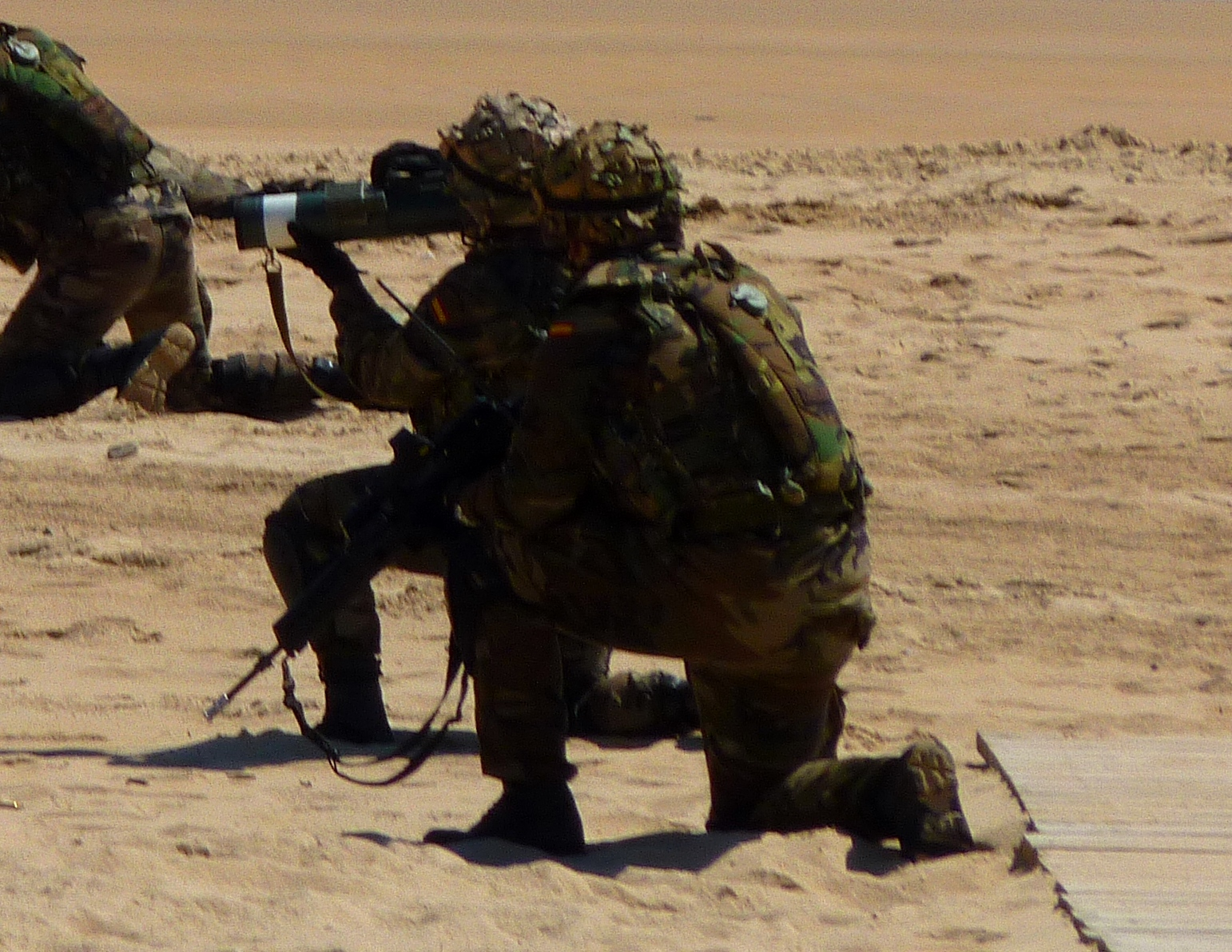
Marineinfanterist mit Instalaza C90 Einweg-Panzerabwehrhandwaffe

Instalaza ist ein spanischer Rüstungskonzern. Instalaza wurde 1943 gegründet, hat seinen Unternehmenssitz und die Produktionsstätte in Saragossa. Das Unternehmen ist spezialisiert auf die Entwicklung und Herstellung von Waffensystemen und Munition für die Infanterie. Zur Produktpalette gehören heute Panzerabwehrhandwaffen, Handgranaten, Gewehrgranaten sowie Nachtsichtgeräte.

## Streubomben
Bis Juli 2008, als Spanien sich einer internationalen Konvention gegen Streubomben mit mehr als 9 Einzelgranaten anschloss, stellte Instalaza Streubomben des Typs MAT-120 her. Dabei handelte es sich um Munition für 120-Millimeter-Mörser, die 21 kleinere Granaten in einem Gebiet von sechzig Quadratmetern freigab. Nicht explodierende Teile wurden automatisch deaktiviert. Laut Human Rights Watch wurde MAT-120-Munition aus der Produktion, Produktionslinien zwei und drei des Jahres 2007, Anfang 2011 im Bürgerkrieg in Libyen im Kampf um Misrata eingesetzt. Wie die Streubomben nach Libyen gelangt sind, ist nicht geklärt.

## Briefbombe
Am 30. November 2022 bestätigte die spanische Polizei, dass eine Briefbombe (von 2 anscheinend desselben Absenders aus der Ukraine) an das Unternehmen ging, dort als solche erkannt, gezielt gesprengt wurde und somit niemanden verletzte. Von der Handpanzerabwehrwaffe Instalaza C90, ein kleiner "Raketenwerfer", gingen zuvor Exemplare an die angegriffene Ukraine.

## Weblink
- Offizielle Webpräsenz (spanisch und englisch)